# Neu Schalkowitz
Neu Schalkowitz, polnisch Nowe Siołkowice (1936–1945: Neu Schalkendorf) ist eine Ortschaft in Polen. Neu Schalkowitz liegt in der Gmina Popielów im Powiat Opolski in der Woiwodschaft Opole.

## Geographie

### Geographische Lage
Neu Schalkowitz liegt vier Kilometer östlich vom Gemeindesitz Popielów und 22 Kilometer östlich von der Kreisstadt und Woiwodschaftshauptstadt Opole. Südlich vom Ort fließt die Brinnitze, ein Nebenfluss des Budkowitzer Baches. Im Norden grenzt Neu Schalkowitz an weitläufige Waldgebiete, die zum Landschaftsschutzpark Stobrawski gehören.

### Nachbarorte
Nachbarorte von Neu Schalkowitz sind im Westen Poppelau, im Norden Sacken, im Osten Hirschfelde, im Südosten Chrosczütz und im Südwesten Alt Schalkowitz.

## Geschichte

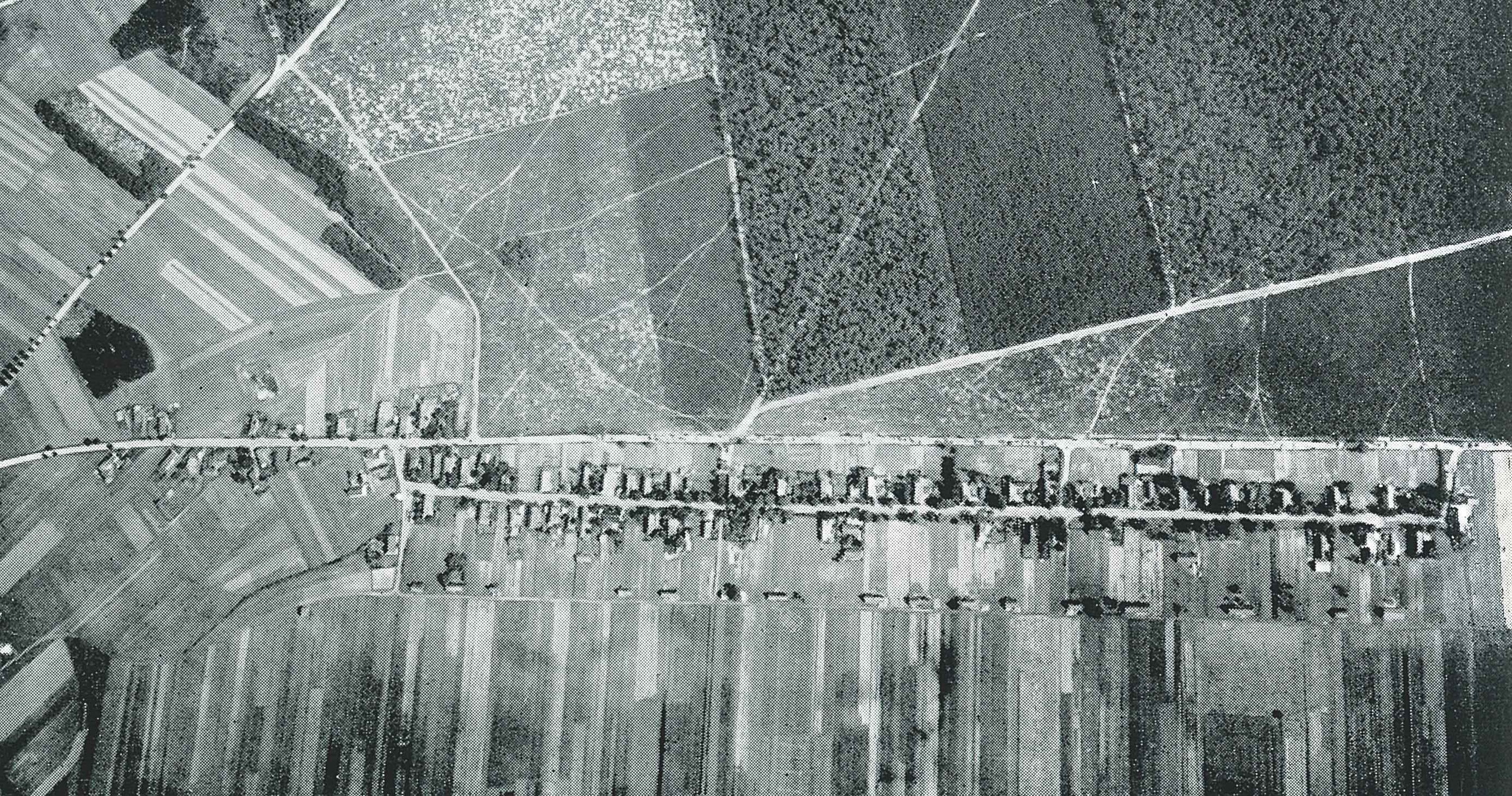
Luftbild aus den 1920er Jahren von Neu Schalkowitz

Der Ort wurde 1788 im Zuge der Friderizianischen Kolonisation als Kolonie gegründet. 21 Familien aus Alt Schalkowitz zogen in die neue Kolonie Schalkowitz. 
Nach der Neuorganisation der Provinz Schlesien gehörte die Landgemeinde Neu Schalkowitz ab 1816 zum Landkreis Oppeln im Regierungsbezirk Oppeln. 1845 bestanden im Dorf eine Kapelle, ein Pechofen und 26 weitere Häuser. Im gleichen Jahre lebten in Neu Schalkowitz 236 Menschen, davon vier evangelisch. 1865 hatte der Ort 19 Kolonisten, 14 Halbkolonisten und sieben Angerhäusler. Die Einwohner waren nach Alt Schalkowitz eingepfarrt und nach Hirschfelde eingeschult. 1874 wurde der Amtsbezirk Alt Schalkowitz gegründet, welcher aus den Landgemeinden Alt Schalkowitz, Hirschfelde und Neu Schalkowitz bestand.
Bei der Volksabstimmung in Oberschlesien am 20. März 1921 stimmten 236 Wahlberechtigte für einen Verbleib bei Deutschland und 57 für die Zugehörigkeit zu Polen. Die Kolonie Schalkowitz verblieb beim Deutschen Reich. 1931 wurde der Ort in Neu Schalkowitz umbenannt. 1933 lebten im Ort 537 Einwohner. Am 10. August 1936 wurde der Ort in Neu Schalkendorf umbenannt. Am 1. April 1939 wurde Alt Schalkendorf mit Neu Schalkendorf zu Schalkendorf zusammengeschlossen. Bis 1945 befand sich der Ort im Landkreis Oppeln.

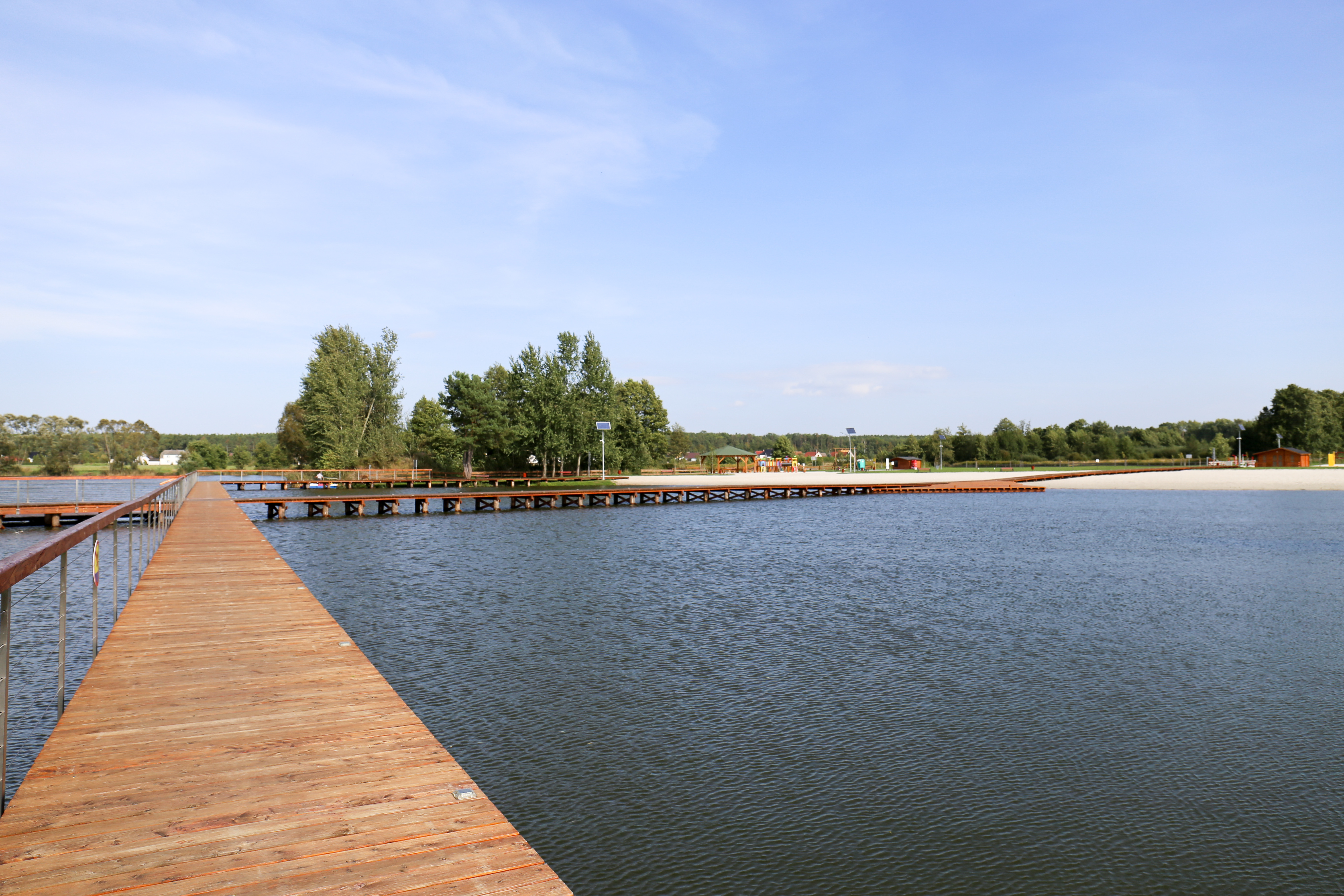
Das Freibad Neu Schalkowitz'

1945, mit dem Ende des Zweiten Weltkrieges, kam der bisher deutsche Ort unter polnische Verwaltung, bevor 1991 mit dem Zwei-plus-Vier-Vertrag ein Friedensvertrag zwischen den beiden deutschen Staaten und den Siegermächten des Zweiten Weltkrieges geschlossen wurde, welche den Ort zum festen Bestandteil Polens machte. Der Ort wurde der Woiwodschaft Schlesien angeschlossen und in Nowe Siołkowice umbenannt. Der Zusammenschluss der Orte wurde aufgehoben. 1950 kam der Ort zur Woiwodschaft Opole und seit 1999 gehört er zum wiedergegründeten Powiat Opolski. Am 30. September 2014 erhielt der Ort zusätzlich den amtlichen deutschen Ortsnamen Neu Schalkowitz.

## Sehenswürdigkeiten

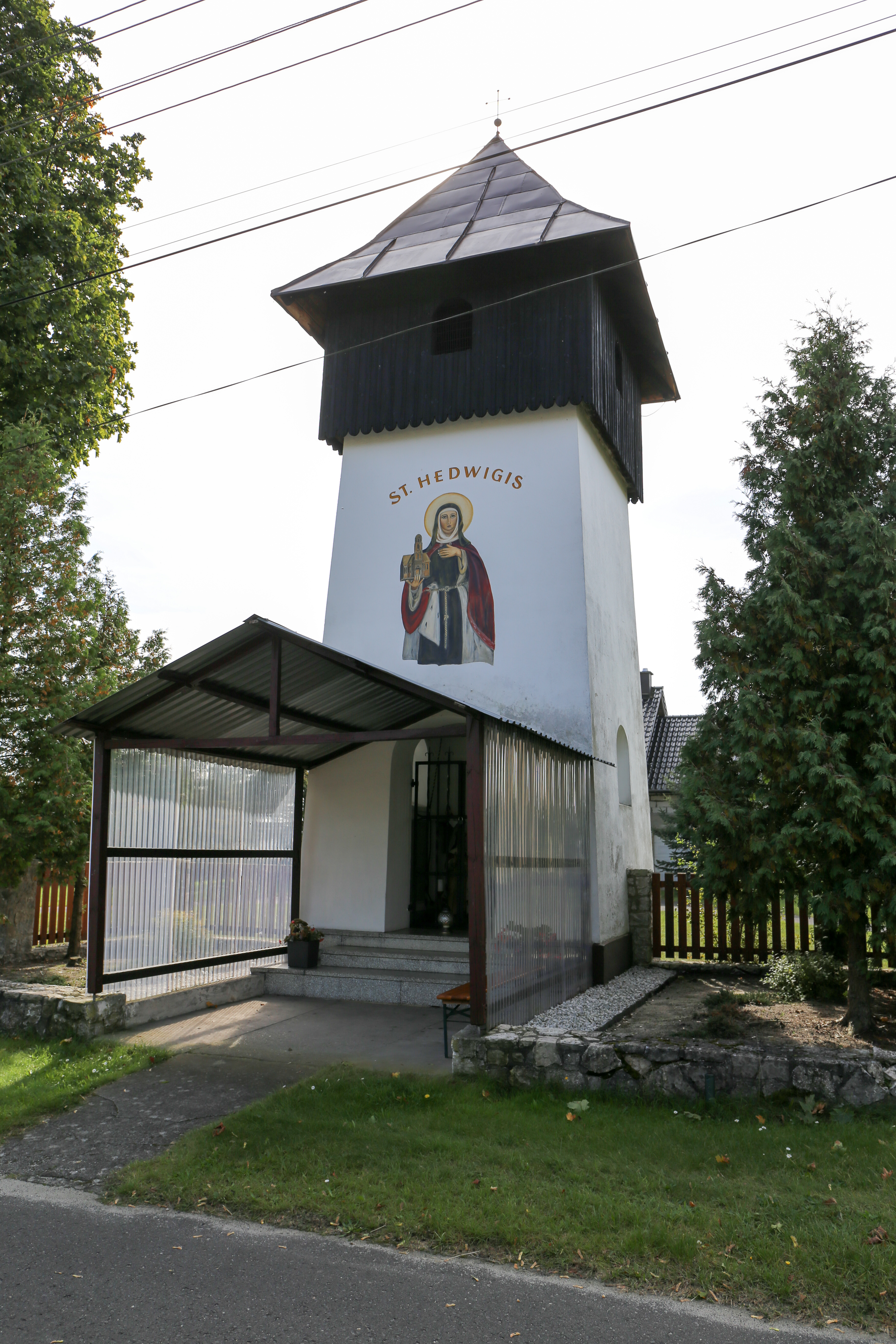
Die St.-Hedwig-Kapelle

- Die St.-Hedwig-Kapelle an der ul. Wiejska wurde im 18. Jahrhundert erbaut. In den 1920er wurde die Kapelle teils umgebaut und modernisiert. Die Kapelle besitzt einen quadratischen Grundriss mit einem dreistöckigen Glockenturm. Im Inneren befinden sich Tafeln mit den Namen der Gefallenen Soldaten des Ersten und Zweiten Weltkrieges. Die Kapelle steht unter Denkmalschutz.[8]